# 불 (프로게이머)
불(본명: 송선규, 2003년 5월 16일 ~ )은 대한민국의 리그 오브 레전드 프로게이머로 포지션은 AD 캐리이다. 아이디는 Bull이며 현재 아프리카 프릭스 소속이다.

## 선수 생활
2021시즌을 앞두고 농심 레드포스의 2군팀으로 콜업되면서 프로 커리어를 시작했다.
2021 서머 시즌을 앞두고 아프리카 프릭스의 2군팀에 입단했다.

## 소속팀
| # | 팀명            | 소속 기간             | 소속 리그 | 비고 |
| - | --------------- | --------------------- | --------- | ---- |
| 1 | 농심 레드포스   | 2021.01.11~2021.05.12 | LCK       |      |
| 2 | 아프리카 프릭스 | 2021.06.01~           | LCK       |      |

## 수상 내역
- LCK 아카데미 시리즈 2020 챔피언십 준우승